# Nanticoke Acres
Nanticoke Acres – jednostka osadnicza w Stanach Zjednoczonych, w stanie Maryland, w hrabstwie Wicomico.